# Provincia de Paruro
La provincia de Paruro es una de las trece que conforman el departamento del Cuzco en el sur del Perú. Su capital es la ciudad de Paruro.
Limita por el norte con la provincia del Cuzco, por el este con la provincia de Quispicanchi y la provincia de Acomayo, por el sur con la provincia de Chumbivilcas y por el oeste con la provincia de Anta y el departamento de Apurímac.

## División administrativa
La provincia tiene una extensión de 1984,42 km² y se encuentra dividida en nueve distritos:
- Paruro
- Accha
- Ccapi
- Colcha
- Huanoquite
- Omacha
- Paccaritambo
- Pillpinto
- Yaurisque

## Capital
La capital de la provincia es la ciudad de Paruro.

## Población
La provincia tiene una población aproximada de 32 244 habitantes.

## Autoridades

### Regionales
- Consejero regional
  - 2019-2022:[1] Xavier Vega Champi Francois (Acción Popular)

### Municipales
- 2019-2022[1]
  - Alcalde: Wilberth Villacorta Villacorta, de Acción Popular.
  - Regidores:

  1. Pedro Nolasco Zamalloa Escalante (Acción Popular)
  2. Ruth Huamán Laurel (Acción Popular)
  3. Dalmecio Quispe Meza (Acción Popular)
  4. Luis Condori Achahui (Acción Popular)
  5. Manuel Edwing Holguín Urquizo (Acción Popular)
  6. Ernesto Adrián Farfán Suyo (Restauración Nacional)
  7. Walter Bombilla Pumayalli (Fuerza Inka Amazónica)
  8. Ronaldo Bellido Huaman (Fuerza Inka Amazónica)